# Українська Бесіда
«Українська Бесіда» (до 1928 р. — «Руська Бесіда») — товариство клубного типу 1861–1939 рр. у Галичині.

## Відомості
Перше товариство «Руська бесіда» засноване у Львові 1861 року заходами Юліана Лаврівського на базі гуртка львівської інтелігенції «Молода Русь» для плекання товариського життя та «скріплення й піднесення національного духу»; згодом воно було поширене по всіх великих галицьких містах (Перемишль, Станиславів, Тернопіль та ін).
У 1860–1880-х pp. «Руська Бесіда» у Львові була осередком товариського, просвітянського, культурного і навіть політичного життя.
У колах товариства «Руська Бесіда» дозрівали різні ідеї щодо національного життя, відбувалися зустрічі земляків з усіх частин України.
«Українська Бесіда» влаштовувала літературно-музичні вечори, доповіді, концерти, вечерниці на відзначення роковин Шевченка, бали.
У 1864–1923 роках товариство утримувало у Львові свій театр.
Конкурсами на драматичні твори «Українська Бесіда» стимулювала розвиток української драматургії в Галичині й нагородами сприяла пожвавленню літературного життя.
При ній у 1870-1890-х рр. також працювали львівські студентські товариства.
У 1866–1871 рр. у клубі переважали москвофіли, згодом керівництво перебрали народовці.
З розбудовою українських громадських організацій діяльність товариства поступово зійшла в розважальну сферу.

## Визначніші голови львівської «Української Бесіди»
- Юліан Лаврівський, Володимир Шухевич (1895–1910), Л. Шехович, Ілля Кокорудз (1920–1932), Ю. Савчак, Іван Копач.